# Église copte orthodoxe
Pour les articles homonymes, voir Copte (homonymie).
L'Église copte orthodoxe est une Église antéchalcédonienne et autocéphale. Elle fait partie de l'ensemble des Églises des trois conciles (non-canoniques par l'Église Orthodoxe) qui rassemble environ 15 à 20 millions de baptisés (principalement Égypte). Son chef porte le titre de pape d'Alexandrie et patriarche de la Prédication de saint Marc et de toute l'Afrique, avec résidence au Caire.

Depuis 2012, ce siège est occupé par sa sainteté le pape Tawadros II (Théodore II).
Le titre de patriarche d'Alexandrie est actuellement porté également par trois autres chefs d'Église : 
- le patriarche copte-catholique, siégeant au Caire
- le patriarche orthodoxe grec d'Alexandrie et de toute l'Afrique, siégeant à Alexandrie
- et le patriarche melkite catholique (qui l'est également d'Antioche et de Jérusalem), siégeant à Damas

Cette Église professe le miaphysisme, qu'il ne faut pas confondre avec le monophysisme : elle ne reconnaît pas le concile de Chalcédoine pour des motifs dogmatiques, canoniques et politiques.
Elle incluait jusqu'en 1959 l'Église éthiopienne orthodoxe, qui rassemble environ 40 à 45 millions de baptisés et qui a obtenu son propre patriarche à cette date.

## Noms
L'Église copte orthodoxe est également connue sous d'autres noms :
- Église copte d'Alexandrie
- Église copte orthodoxe
- Église orthodoxe d'Égypte
- Église orthodoxe égyptienne

## Histoire

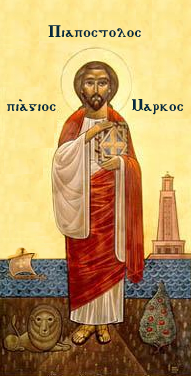
Icône copte de saint Marc.

Du point de vue officiel de l'Église d'Alexandrie, son existence remonterait aux temps apostoliques. Selon les coptes, Saint Marc aurait introduit le christianisme en Égypte et de là serait née l'Église Copte. Seul Eusèbe de Césarée (265-339) en parle dans son Histoire Ecclésiastique mais de manière très elliptique. L'Égypte était à l'époque une région où les religions polythéistes antiques ainsi que le judaïsme dominaient.   
Elle s'est divisée en deux communions après le Concile de Chalcédoine, la majorité formant l'Église copte orthodoxe et la minorité l'Église grecque-orthodoxe d'Alexandrie (communion orthodoxe).
Selon différentes traditions, très largement remises en cause par la critique moderne, elle aurait été fondée par l'évangéliste Marc.
Le 4 novembre 2012, Tawadros II, ou Théodore II, a succédé à Chenouda III, décédé le 17 mars 2012, en tant que pape.

## Contribution au Christianisme
L’École théologique d'Alexandrie est une des plus anciennes école théologique chrétienne du monde. Saint Jérôme mentionne dans ses écrits que l’école théologique d’Alexandrie fut fondée par Saint Marc lui-même, inspiré par le Saint Esprit.
L’Ecole est devenue un centre important d’apprentissage religieux et des savants tel que Athénagoras, Clément d'Alexandrie, Didyme l'Aveugle ou encore Origène, père de l'exégèse biblique, sont passés par ses bancs.

## Organisation

### Siège patriarcal
Le chef de l'Église porte toujours le titre de patriarche d'Alexandrie en effet le patriarche Tawadros II est le 118e pape après la prédication de saint Marc, même si le siège patriarcal a été déplacé à plusieurs reprises :
- d'abord dans différents monastères du désert, afin d'échapper à la répression byzantine
- à Alexandrie, à partir de 626, après la conquête arabo-musulmane
- dans différents monastères du delta du Nil, entre le début du IXe siècle et la fin du XIe siècle
- au Caire depuis le patriarcat de Cyrille II (1078-1092)

### Organisation territoriale
L'Église copte orthodoxe compte (fin 2006) 11 métropoles et 51 diocèses.
Égypte
- Archidiocèse d'Alexandrie (siège au Caire)
- Métropole d'Assiout
- Métropole de Gizeh et Atfieh
- Métropole de Beheira, Mariout, Mersa Matrouh et de la Libye
- Métropole de Damiette, Kafr El Sheikh et Belquas

- Métropole d'Assouan

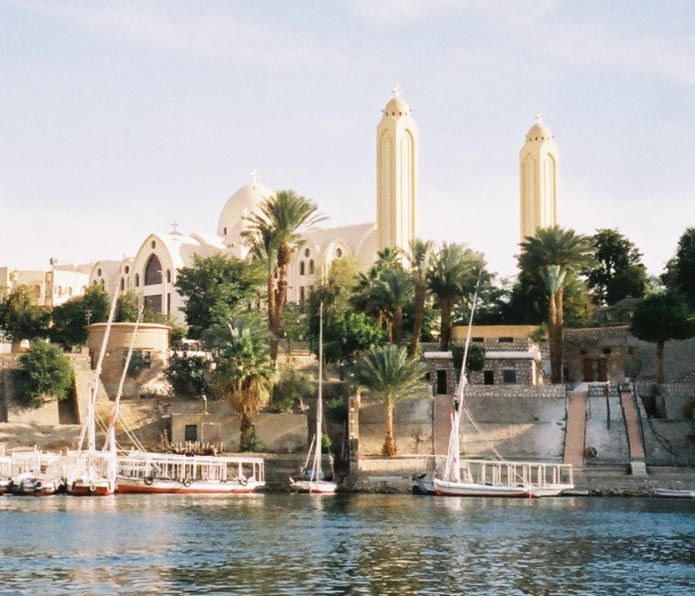
Cathédrale copte d'Assouan (Égypte).

- Métropole de Balyanna, Berdis et Awlad Tokh
- Métropole de El Menia at Abou Qurquas
- Métropole de Girga
- Diocèse de Louxor, Esna et Armant
- Diocèse de Menoufia
- Diocèse de Samalot et Taha El Aaameda
- Diocèse de El Sharqueya
- Diocèse de Port-Saïd
- Diocèse de Suez
- Diocèse de Zagazig et Mina El Qamh
- Diocèse de Nag Hammadi et Abou Tesht
- Diocèse de Tanta
- Diocèse de Shoubra El Kheima
- Diocèse de Tahta et Ghehena
- Diocèse de Tema
- Diocèse de Akhmim et Saqualta
- Diocèse de Abou Tig, Sedfa et Ghanayem
- Diocèse de El Fayoum
- Diocèse de Malawy, Anssanna et El Ashmounin

- Diocèse de Abnoub et El Fatt'h

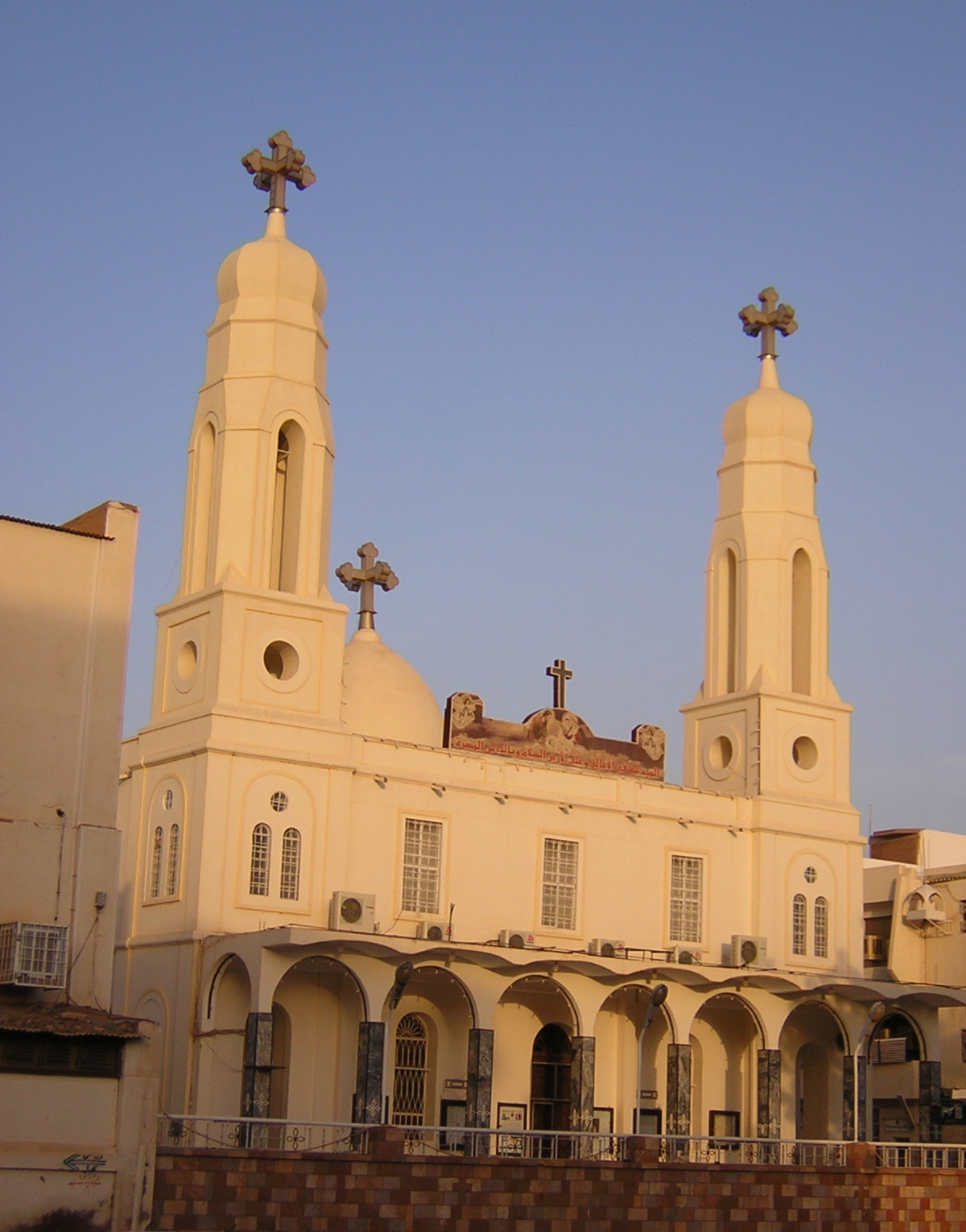
Cathédrale copte orthodoxe de Khartoum au Soudan.

- Diocèse de Sohag, Mansha'a et Maragha
- Diocèse de Dairut et Sanabou
- Diocèse de Manfalot
- Diocèse de Helwan et Maasara
- Diocèse de Deir Mouwas et Delgua
- Diocèse de El Quousseya et Meir
- Diocèse de El Mahala El Kobra
- Diocèse de Quena et Qift
- Diocèse de Nekada et Qous
- Diocèse de Dishna
- Diocèse de Hurghada et de la mer Rouge
- Diocèse de Benha et Quouwaysena
- Diocèse de Beni Suef et Bahnasa
- Diocèse de Matay
- Diocèse de Beba, Samasta et El Fashn
- Diocèse d'Ismaïlia
- Diocèse de El-Tor, Charm el-Cheikh et de tout le Sud Sinaï
- Diocèse de Beni Mazar
- Diocèse de Maghagha et 'Edwa
- Diocèse de El-Arich, Port Tawfik, El Quantara et de tout le Nord Sinaï
- Diocèse de Mansourah
- Diocèse de Shebin El Quanater, Toukh et El Khanka

Moyen-Orient

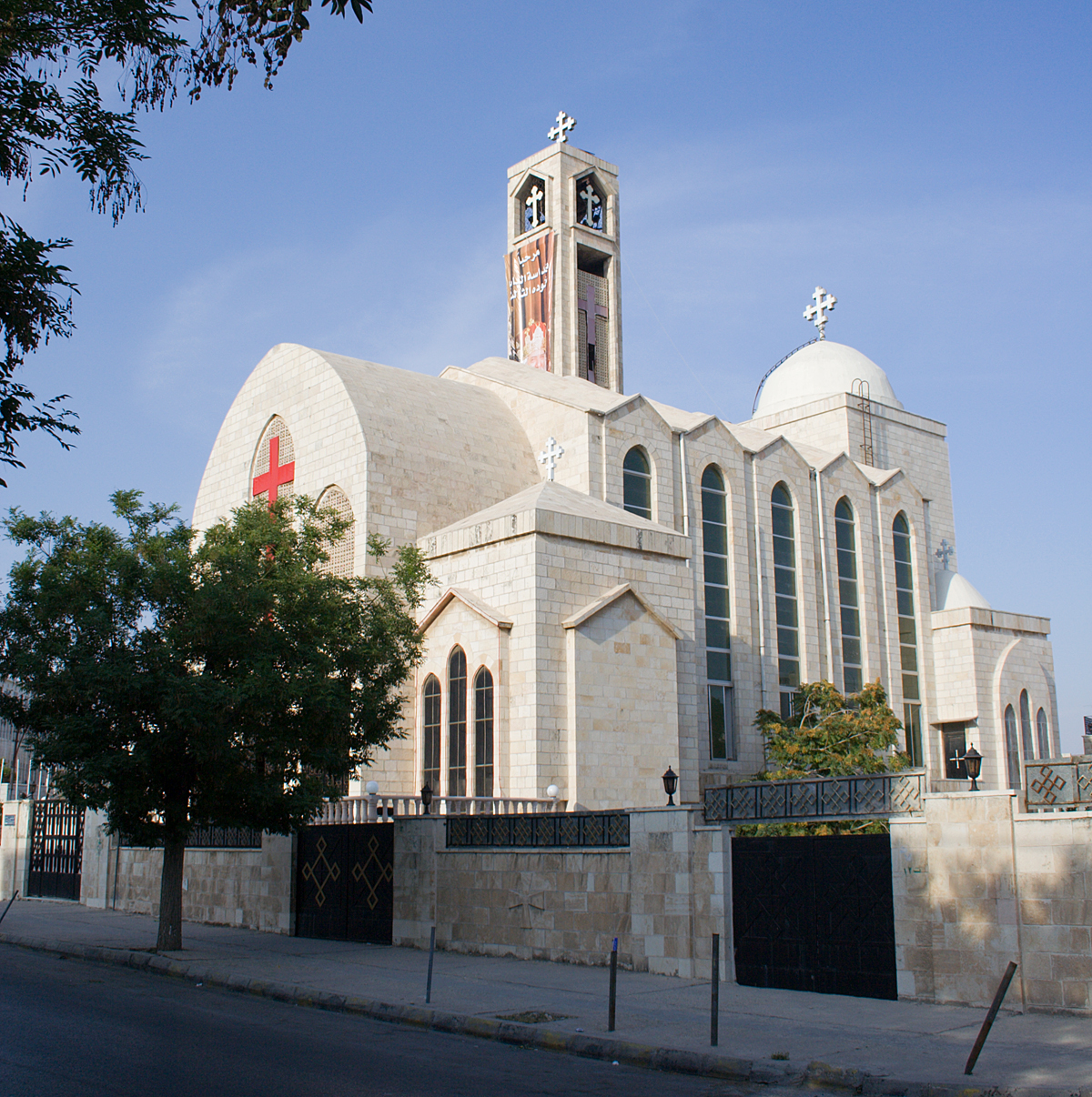
Église copte orthodoxe d'Amman en Jordanie.

- Archidiocèse de Jérusalem, du Golfe et du Moyen-Orient

Afrique
- Diocèse d'Atbara, Omdourman et du Nord du Soudan
- Diocèse de Khartoum et du Sud du Soudan
- Exarchat patriarcal d'Afrique occidentale et australe (Johannesburg)
- Exarchat patriarcal d'Afrique orientale et centrale (Nairobi)

Amérique
- Archidiocèse d'Amérique du Nord
- Diocèse du Sud des États-Unis
- Diocèse de Los Angeles
- Diocèse de São Paulo et de tout le Brésil
- Diocèse de Santa Cruz et de toute la Bolivie

Europe
- Métropole de Toulon et du sud de la France

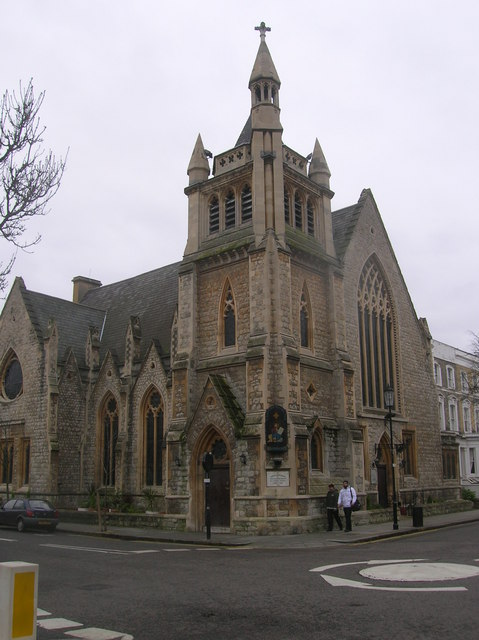
Église copte orthodoxe de Londres au Royaume-Uni.

- Métropole de Glastonbury (Grande-Bretagne)
- Diocèse d'Irlande, d'Écosse et du Nord-Est de l'Angleterre
- Diocèse de Birmingham et de tous les Midlands (majeure partie de l'Angleterre, Pays de Galles)
- Diocèse de Turin, de Rome et de l'Italie du Sud
- Diocèse de Milan et de l'Italie du Nord
- Diocèse de Höxter-Brenkhausen, Kröffelbach et de toute l'Allemagne
- Diocèse de Vienne et de toute l'Autriche
- Diocèse de Paris et du Nord de la France.

Océanie
- Diocèse de Sydney (partie de l'Australie, Thaïlande, Japon, Singapour, Hong Kong)
- Diocèse de Melbourne (partie de l'Australie, Nouvelle-Zélande, Fidji)

## Relations avec les autres Églises
L'Église est membre du Conseil œcuménique des Églises ainsi que du Conseil des Églises du Moyen-Orient.
Le patriarche participe chaque année à la rencontre des primats des Églises des trois conciles du Moyen-Orient.

### Dialogue avec l’Église catholique

#### Dialogue bilatéral
- Mai 1973 : visite à Rome du pape Shenouda III qui rencontre le pape Paul VI. Il s'agit de la première rencontre et du premier rapprochement entre Rome et Alexandrie depuis le concile de Chalcédoine en 451, soit depuis plus de 1500 ans. Les deux patriarches signent une déclaration commune le 10 mai 1973.

À la suite de cette rencontre fut constituée la « Commission mixte entre l’Église catholique et l'Église copte orthodoxe ». Parmi les documents produits par ladite commission il y a lieu de souligner :
- la déclaration christologique du 29 août 1976
- la formule christologique du 12 février 1988 approuvée par les deux Églises qui déclare :
  - « Nous croyons que notre seigneur, Dieu et Sauveur, Jésus-Christ, le Verbe Incarné est parfait dans Sa Divinité et parfait dans Son Humanité. Il fit Son Humanité Une avec Sa Divinité, sans mélange, sans amalgame, sans confusion. Sa Divinité n'a pas été séparée de Son Humanité à un seul instant, même pas le temps d’un clin d'œil.
  - Nous anathématisons à la fois les doctrines de Nestorius et Eutychès »

- Février 2000 : entretien au Caire entre le pape Shenouda III et le pape Jean-Paul II[5].
- Mai 2013 : visite à Rome et entretien entre le pape Tawadros II et le pape François[6].

### Absence de dialogue avec l'Église apostolique assyrienne de l'Orient
L'Église copte orthodoxe considère toujours les assyriens comme nestoriens, donc comme « hérétiques »,. C'est ainsi qu'elle a refusé, en 1994, l'admission de l'Église apostolique assyrienne de l'Orient au Conseil des Églises du Moyen-Orient.